# T/TCP
T/TCP (англ. TCP for Transactions, транзакционный TCP) — вариант протокола Интернет TCP, экспериментальное расширение TCP для
эффективный работы транзакционных сервисов (запрос/ответ). Он был разработан Bob Braden (USC Information Sciences Institute) в 1992-1994 годах и описан в RFC 1379 и RFC 1644. Целью его создания было занятие ниши между протоколами UDP и TCP.
Распространения не получил.
Этот протокол быстрее простого TCP и, в отличие от UDP, гарантирует доставку.
Поддерживался в FreeBSD начиная с версии 2.1 (ноябрь 1995) по версию 5.2 включительно (удален в ноябре 2004 года). Активировался вызовом setsockopt с параметром TCP_NOPUSH на серверной стороне. Сообщения по T/TCP отправлялись как клиентом так и сервером с помощью вызова sendto с установленным флагом MSG_EOF.
Также поддержка T/TCP была реализована в виде патчей для SunOS 4.1.3, Linux 2.0.32 и BSD/OS 2.1. В июле 2002 года был реализован патч для Linux Kernel 2.4.2
Легко подвержен атакам .
В мае 2011 года документы RFC 1379 и RFC 1644, определявшие T/TCP, были переведены в статус Исторические (устаревшие, Historic Status  после публикации  RFC 6247.

## Аналоги
В 2005 году один из разработчиков сетевой подсистемы FreeBSD предложил протокол TTCPv2, имевший более высокую безопасность.
В 2011 году было предложено расширение протокола TCP под названием "TCP Fast Open" (TFO), которое использовало сходные идеи но добавило к ним использование симметричной криптографии. По состоянию на октябрь 2012 года является черновиком IETF (IETF Internet draft). Первая реализация TFO для стороны клиента была внедрена в ядро Linux в версии 3.6, для стороны сервера - в версии 3.7.